# Suore di Nostra Signora della Misericordia
Le Suore di Nostra Signora della Misericordia (in francese Sœurs de Notre-Dame de la Miséricorde de Laval) sono un istituto religioso femminile di diritto pontificio.

## Storia
Dopo una missione popolare predicata dai gesuiti a Laval nel 1816, numerose prostitute decisero di cambiare vita: la congregazione fu fondata il 1º novembre 1818 da Thérèse Rondeau per la loro riabilitazione.
La fondatrice si formò presso le Suore della Misericordia di Bordeaux.
Le giovani affidate alle cure della congregazione venivano inserite in una classe di circa cinquanta elementi sotto la direzione di un gruppo di religiose: si creava così un legame di tipo famigliare tra le donne e si rendeva più efficace il controllo da parte delle sorveglianti. Ogni classe aveva i propri locali per il lavoro, la refezione e la ricreazione. Le penitenti, di regola, rimanevano nella congregazione sino alla morte: le donne che, dopo vari anni nell'istituto, erano ritenute persone di fiducia, diventavano aiutanti, ma la congregazione non accettò mai che potessero divenire suore.
La casa di Laval rimase a lungo l'unica: nel 1854 sorsero le prime filiali in Polonia e in seguito altre comunità a Quimper, Lisieux e Vitry-sur-Seine. Dalla separazione della case polacche dalla congregazione di Laval ebbe origine l'istituto delle Suore della Beata Vergine Maria della Misericordia.
La congregazione ottenne il pontificio decreto di lode il 7 settembre 1878 e la prima approvazione delle sue costituzioni il 9 dicembre 1930.

## Attività e diffusione
Lo scopo principale della congregazione è la rieducazione delle giovani cadute; a esso si aggiunge il lavoro in scuole tecniche, centri di cura e foyer per giovani lavoratrici.
Le suore dell'istituto operano esclusivamente in Francia; la sede generalizia è a Laval.
Alla fine del 2008 la congregazione contava 27 religiose in 3 case.